# Wojciech Jasiński
Wojciech Stefan Jasiński (Gostynin; 1 de abril de 1948 — ) é um político da Polónia. Ele foi eleito para a Sejm em 25 de setembro de 2005 com 14 956 votos em 16 no distrito de Płock, candidato pelas listas do partido Prawo i Sprawiedliwość.
Ele também foi membro da Sejm 2001-2005.